# Führungsplanspiel
Führungsplanspiele sind Varianten von Unternehmensplanspielen, bei denen das Training von Führungskompetenzen im Vordergrund steht.

## Historie
Die ersten Führungsplanspiele wurden Mitte der 1970er Jahre mit dem Ziel, die Diagnose und Verbesserung des Führungsverhaltens durch Feedback unter möglichst realitätsnahen Bedingungen zu ermöglichen, entwickelt. Sie haben die gleichen Wurzeln wie die anderen Unternehmensplanspiele und Simulationen. Besonders bekannt wurden die Führungsplanspiele „RADMIS“ des Center for Creative Leadership (siehe ersten Link unten) oder „TIMM“ (The Interactive Manager), das von der Harvard Business School in Zusammenarbeit mit zahlreichen Unternehmen entstand. Als weiteres Beispiel sei die Wharton Teamwork and Leadership Simulation (WTLS) der University of Pennsylvania oder – in Deutschland – die Führungsplanspiele „SOLARIS“ und „CREARIS“ der Technischen Hochschule Mittelhessen angeführt. Zu den Vorläufern im deutschen Sprachraum kann man die Vorschläge von Antons zählen, die unter anderem auf den Arbeiten von Blake und Shepard beruhen. 

Abbildung: Führungsplanspiel – Management Summary

## Anwendung
Mit Hilfe von Führungsplanspielen lassen sich Führungs- und Arbeitsprozesse realitätsnah simulieren. Im Planspiel sind die Teilnehmenden gefordert, als Führungskraft möglichst realitätsnahe Führungsaufgaben zu bewältigen. Dazu gehören unter anderem: Ziele vereinbaren, Informationen weitergeben, Aufgaben delegieren, Entscheidungen treffen, Arbeitsprozesse organisieren, Kontrolle und Steuerung ausüben, die Eigenmotivation der Mitarbeiter fördern und Stress- und Konfliktsituationen überwinden. In den meisten Führungsplanspielen werden die Führungsprozesse über mehrere Hierarchieebenen simuliert. Die Führungskräfte erhalten konkrete Ziele und Aufgaben, die mit Hilfe der Mitarbeitenden zu lösen sind. Nach jeder Simulation erhalten die Führungskräfte von den Mitarbeitenden und vom Trainer Rückmeldung über die gezeigten Stärken und Schwächen im Führungsverhalten. Weiterhin wird die Zusammenarbeit diskutiert, und die Teilnehmenden erhalten eine Rückmeldung über die erzielten Sachergebnisse. Es geht also einerseits um den Führungserfolg (Verhalten) und andererseits um den wirtschaftlichen Erfolg (Ergebnisse wie Rentabilität und Produktivität). Letztendlich werden nämlich Führungskräfte am wirtschaftlichen Erfolg ihres Unternehmens gemessen (langfristige Überlebensfähigkeit des Unternehmens sowie Erfüllung der Erwartungen der Stakeholder). Nach der Auswertung einer Periode werden die Funktionen gewechselt (Mitarbeiter übernehmen die Aufgaben von Führungskräften und umgekehrt).

## Branchenspezifische Führungsplanspiele versus branchenneutrale Versionen
Bei branchenspezifischen Führungsplanspielen werden die fachspezifischen Arbeitsprozesse aus der Branche simuliert, aus der die Teilnehmenden kommen. Je realitätsnäher die Aufgaben sind, umso schneller kann es zu fachlichen Über- und Unterforderungen der Teilnehmenden kommen. Ein Risiko bei branchenspezifischen Aufgaben ist, dass die Teilnehmenden bei der Auswertungsdiskussion bei schlechten Sachergebnissen unter einen Rechtfertigungsdruck kommen und die Diskussion über die Sachergebnisse abdriftet, wo es eigentlich um das Führungsverhalten und die Zusammenarbeit gehen sollte (die Ursache für schlechte Leistungen wird dann in der Tatsache gesucht, dass die Simulation nicht nahe genug an der Realität ist anstatt die Probleme primär im eigenen Verhalten zu vermuten). Dies könnte an der sogenannten Kontrollüberzeugung liegen. Fazit: Branchenspezifische Varianten haben den Vorteil einer größeren Ähnlichkeit der simulierten mit der realen Wirklichkeit. Das kann aber dann ein Nachteil sein, wenn es darum geht, sich möglichst schnell und effektiv in ein neues Umfeld hineinzuarbeiten (größere Herausforderung).

## Belege
1. ↑  R. L. M. Dunbar u. a.: Management development: choosing the right leadership simulation fort the task. In: Journal of Management Education. Vol. 16, No. 2, 1992.
2. ↑  S. D. Dionne, P. J. Dionne: A levels-based leadership simulation: insights regarding group decision optimization. In: Leadership Quarterly. Vol. 19, No. 2, 2008.
3. ↑  V. Krasimir u. a.: The teaching of leadership: a comparative analysis. 1996.
4. ↑  W. Pelz: Führungsplanspiele in der Managemententwicklung. THM Business School, Gießen 2014. (fuehrungsplanspiel.de) (Memento des Originals vom 21. Februar 2014 im Internet Archive)  Info: Der Archivlink wurde automatisch eingesetzt und noch nicht geprüft. Bitte prüfe Original- und Archivlink gemäß Anleitung und entferne dann diesen Hinweis.
5. ↑  K. Antons: Praxis der Gruppendynamik. 5. Auflage. Göttingen 1992.
6. ↑  R. R. Blake, J. S. Mouton: Managing intergroup conflict in industry. Houston 1964.